# Osiériculture
 (septembre 2023).
Si vous disposez d'ouvrages ou d'articles de référence ou si vous connaissez des sites web de qualité traitant du thème abordé ici, merci de compléter l'article en donnant les références utiles à sa vérifiabilité et en les liant à la section « Notes et références ».
L'osiériculture est la culture de l'osier, jeune pousse de saules souple obtenue par une coupe annuelle hivernale, principalement destiné à la vannerie.
En France, le centre de la production conventionnelle d'osier est la Touraine, mais d'autres oseraies plus proches de l'agroécologie existent dans tout le territoire métropolitain. Au début du vingtième siècle, la production d'osier était aussi présente dans la vallée du Lozon.

## Galerie

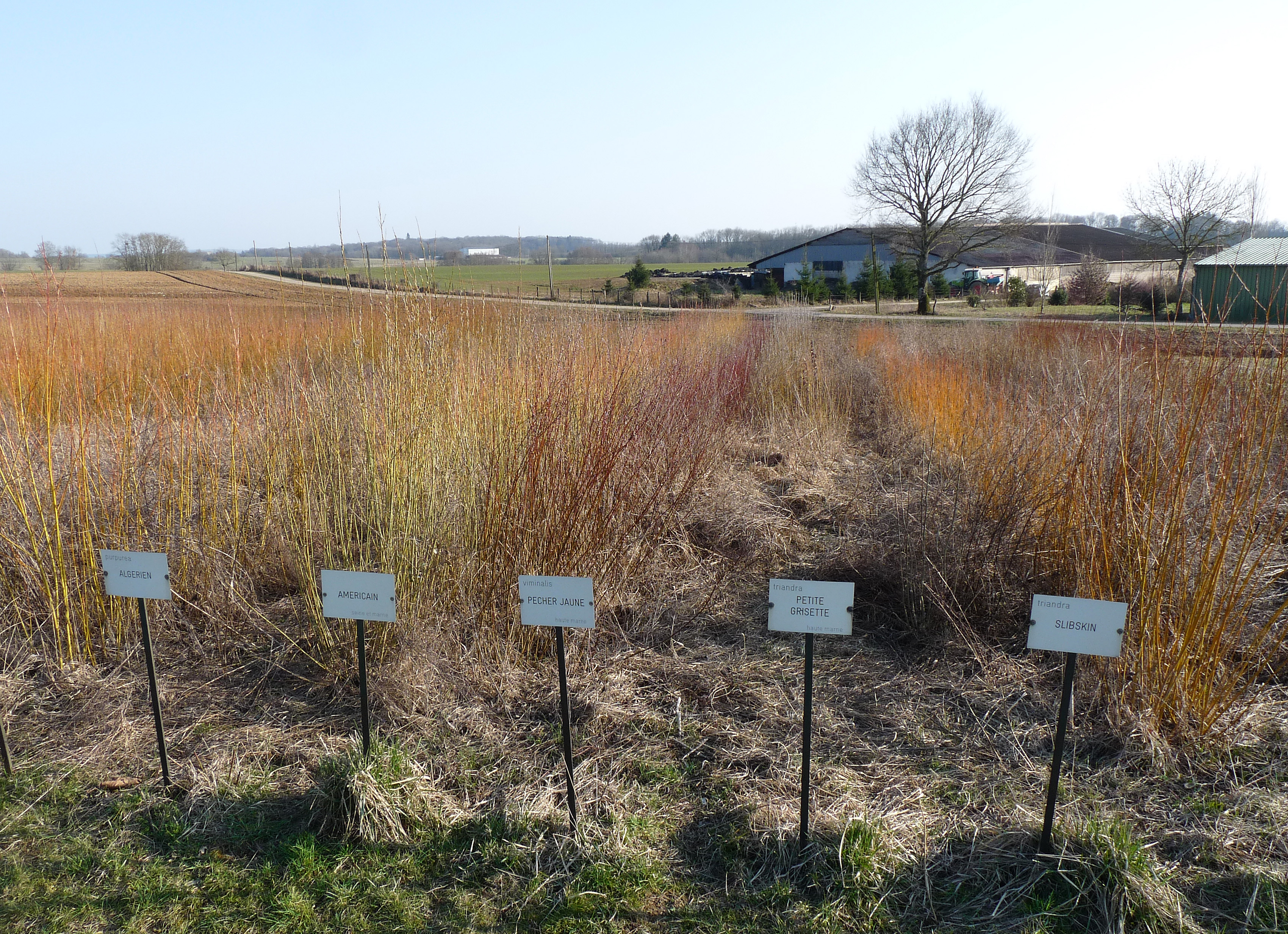
Une oseraie dans la commune de Fayl-Billot (Haute-Marne, en France).
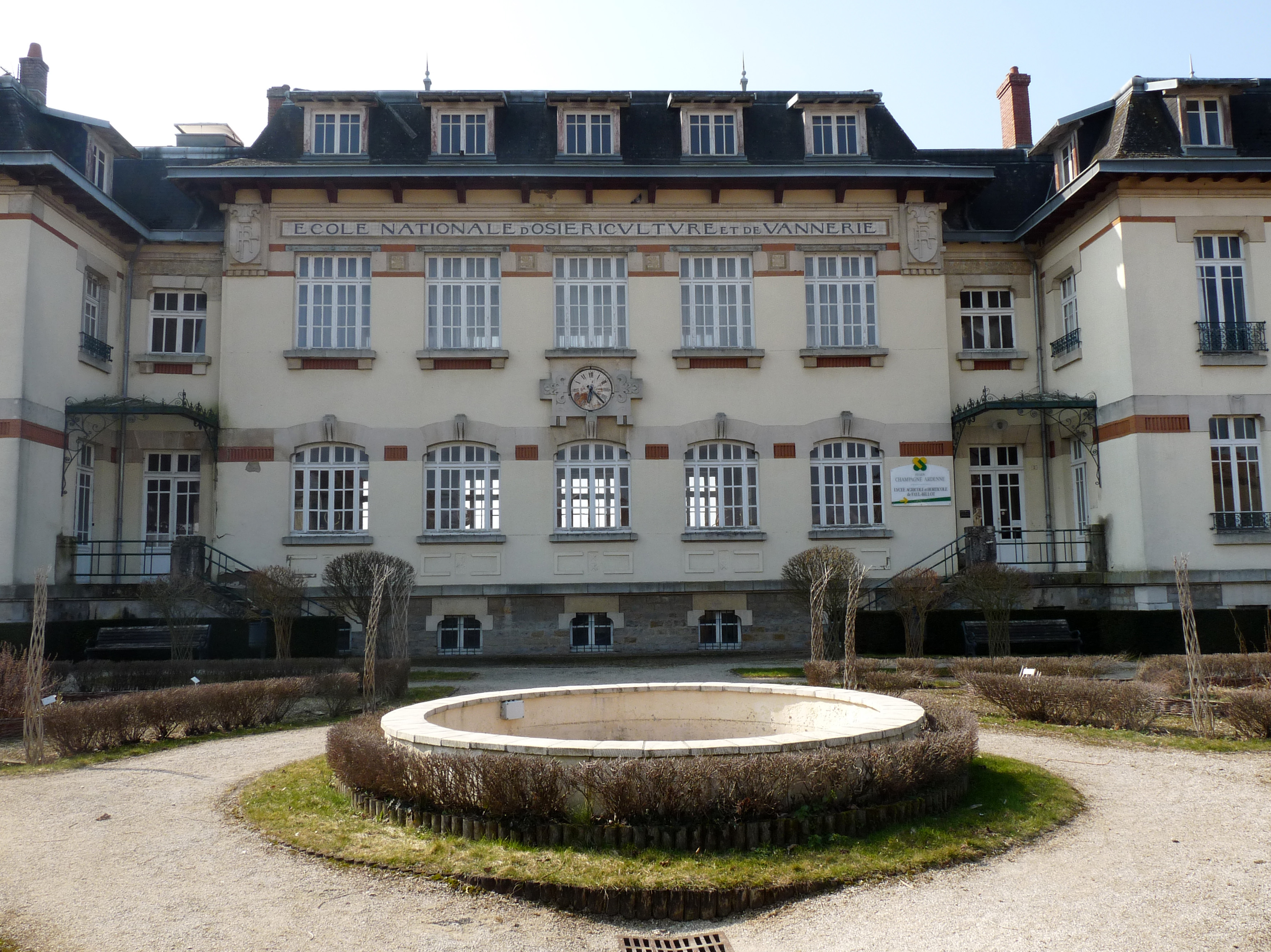
École nationale d'osiériculture et de vannerie à Fayl-Billot (Haute-Marne, en France).